# Dawson (Georgie)
Dawson je město v okrese Terrel County ve státě Georgie ve Spojených státech amerických. V roce 2011 žilo ve městě 4600 obyvatel.

## Demografie
Podle sčítání lidí v roce 2000 žilo ve městě 5058 obyvatel, 1791 domácností a 1276 rodin. V roce 2011 žilo ve městě 2088 mužů (45,4 %), a 2512 žen (54,6 %). Průměrný věk obyvatele je 36 let (2011)